# Maryville (Missouri)
Maryville è la città capoluogo della contea di Nodaway nello Stato del Missouri, Stati Uniti d'America.

## Geografia fisica
Maryville dista 160 km verso nord dall'Area metropolitana di Kansas City. Secondo lo United States Census Bureau, la città ha una superficie totale di 15,02 km² di cui 0,08 km² occupato da acque interne.

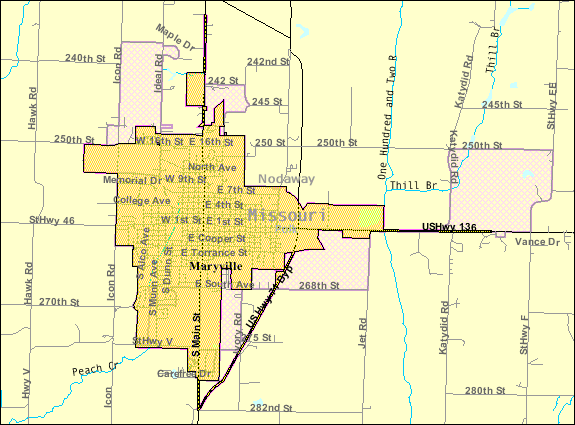
mappa dell'Ufficio statistico

## Storia
Maryville è stata fondata il 1º settembre 1845. Il nome della città deriva dalla signora Mary Graham, moglie di Amos Graham l'allora segretario di Contea. Mary è stata la prima donna di discendenza europea ad aver vissuto a Maryville.

## Monumenti e luoghi d'interesse

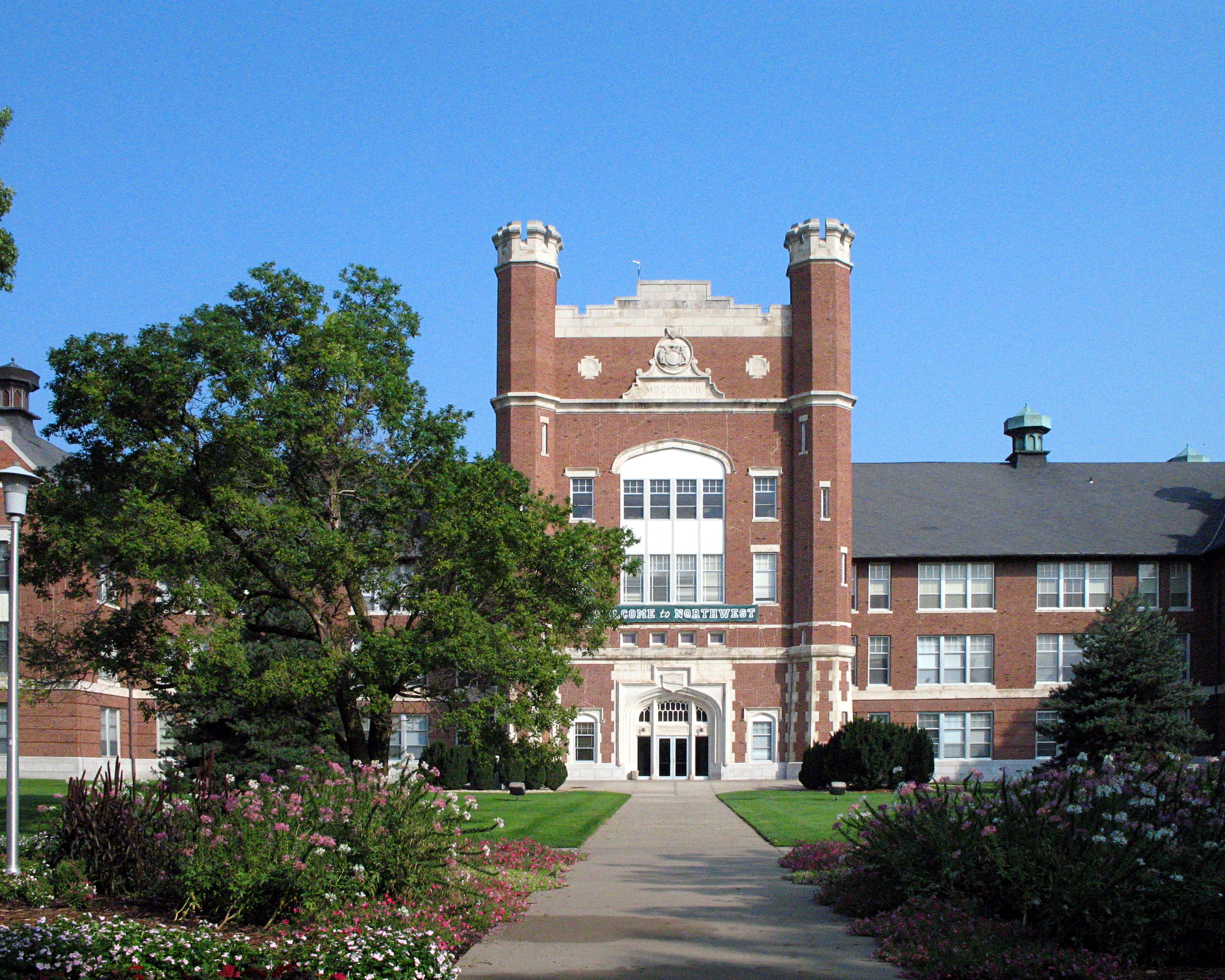
sede amministrativa della Northwest Missouri State University, 2006

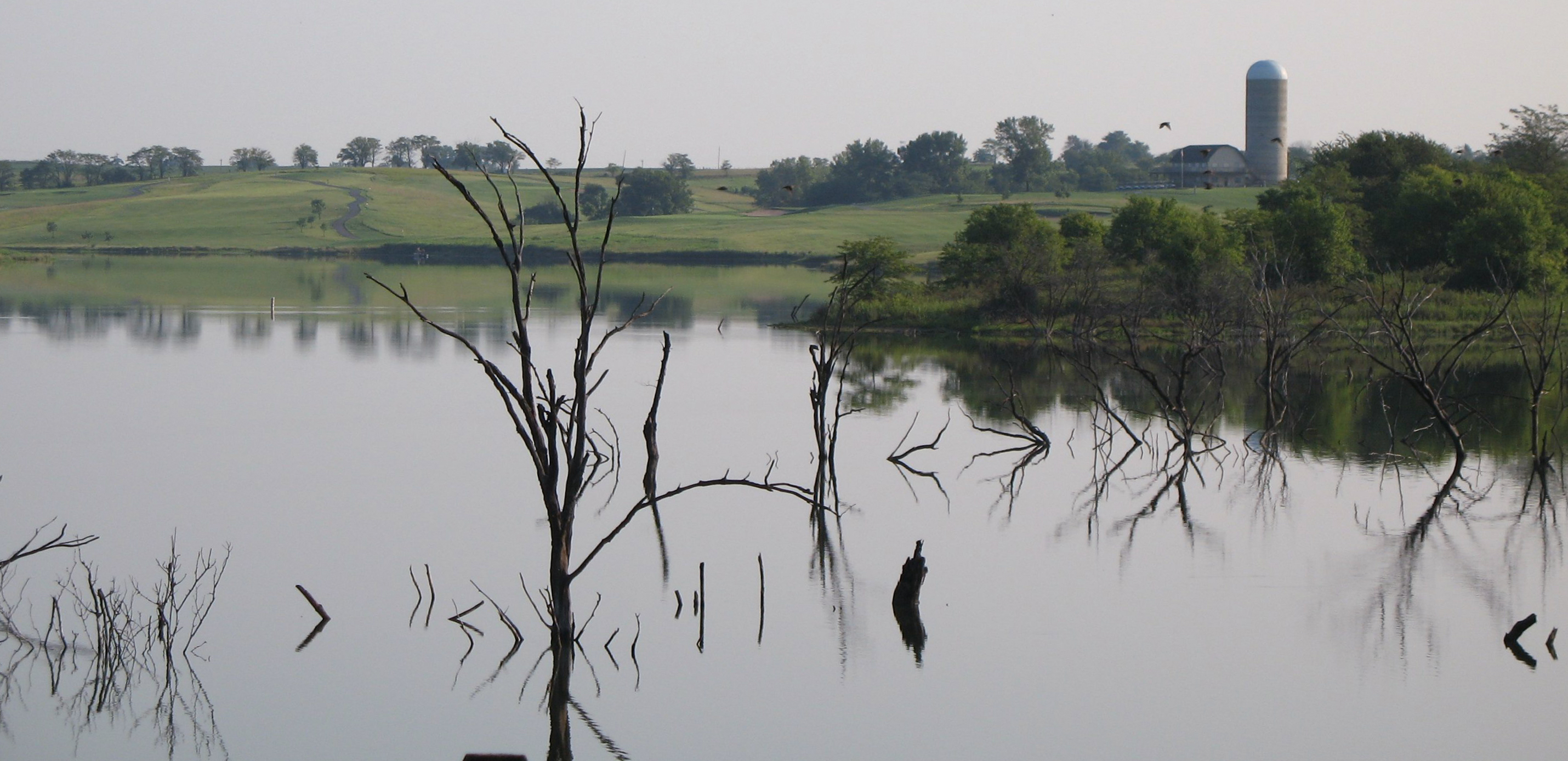
Mozingo Lake, 2006

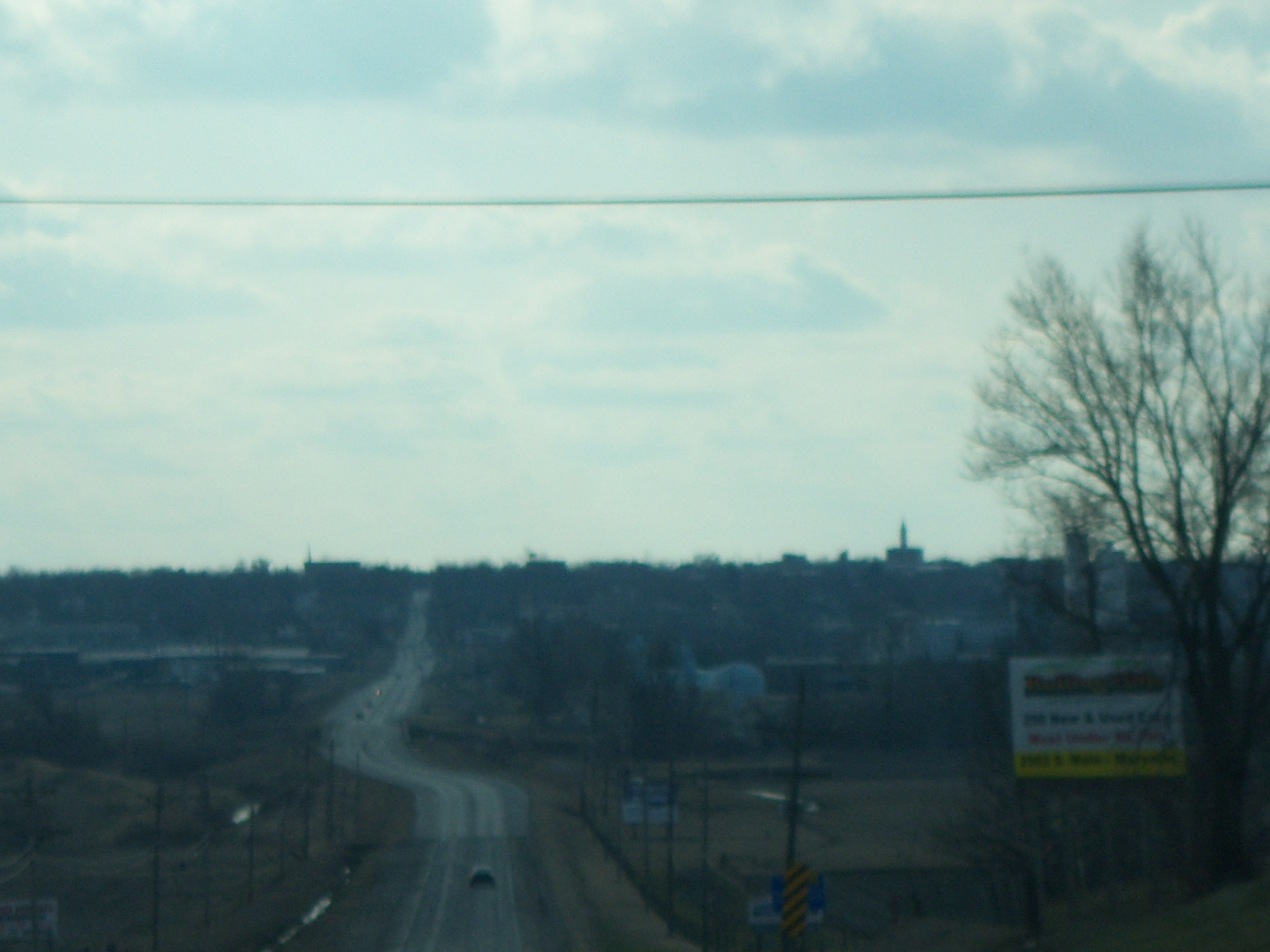
panorama dalla U.S. Route 136, 2008

- Missouri Academy of Science, Mathematics and Computing
- Missouri State Arboretum
- Mozingo Lake Park e campo da golf
- Nodaway County Historical Society Museum
- Northwest Missouri State University
- Maryville Treatment Center

## Cultura

### Istruzione

#### Istruzione primaria e secondaria
- Maryville High School
- Maryville Middle School
- Eugene Field Elementary School

Maryville è anche servita da:
- St. Gregory's Barbarigo School
- Horace Mann Laboratory School
- il Missouri Academy of Science, Mathematics and Computing

#### Collegi
Maryville è sede del Northwest Missouri State University

### Media

#### Radio
- KNIM -
- KZLX-LP
- KVVL
- KXCV

## Infrastrutture e trasporti

### Strade
Maryville è attraversata da due strade nazionali : U.S. Route 71 e la U.S. Route 136. Le strade di accesso alla città sono le Route 46, Route 148 e la Route V.

### Aeroporto
L'aeroporto regionale di Maryville è un aeroporto di Aviazione generale con l'assenza di servizio commerciale.

### Ospedale
Maryville e sede del St. Francis Hospital and Health Services.